# Col de la Grande Mologne
Le col de la Grande Mologne est un col alpin situé dans les Alpes pennines.

## Localisation
Ce col relie la vallée du Lys, en Vallée d'Aoste, à la vallée du Cervo, dans le Piémont.

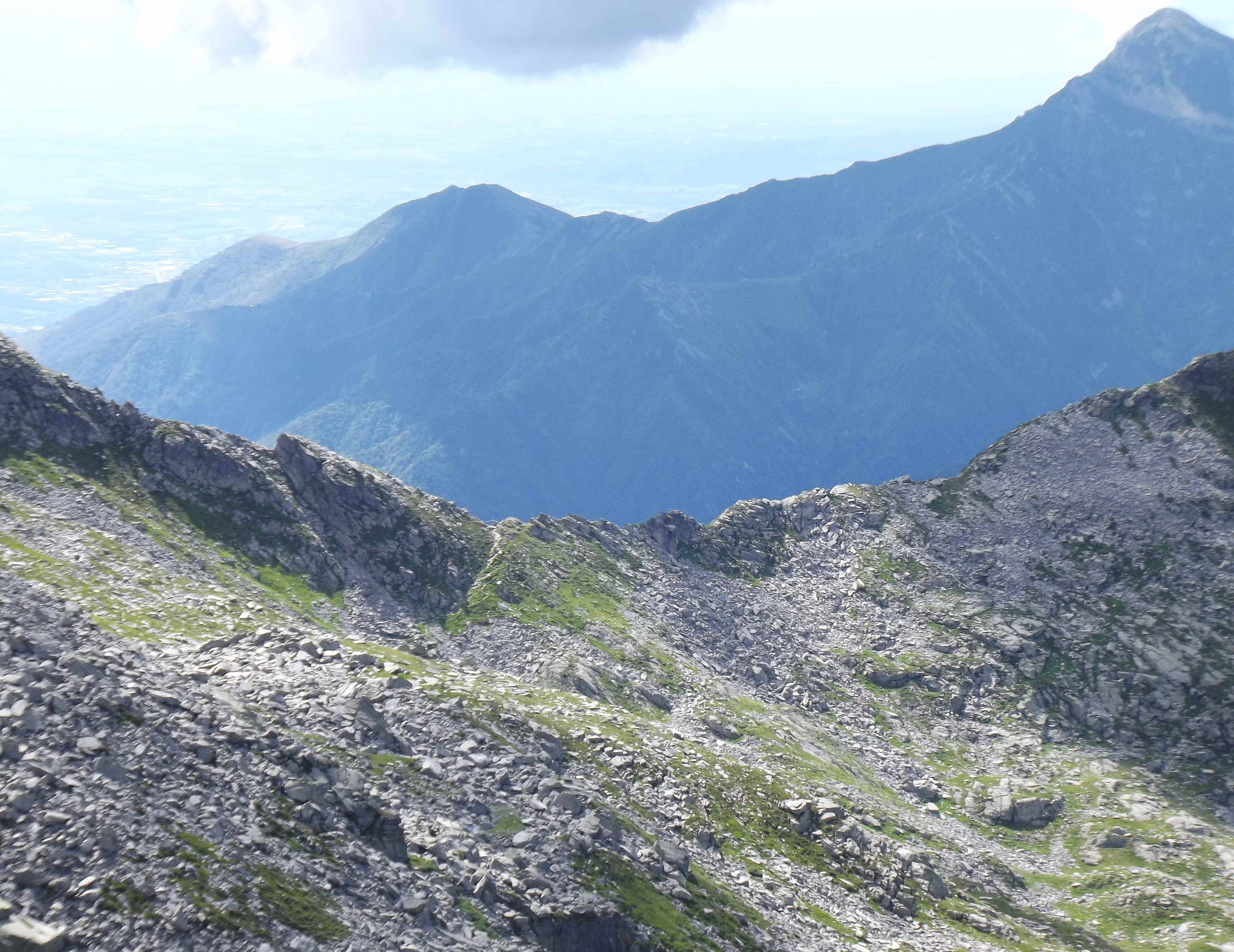
Le col vu depuis la pointe Lazoney.

## Accès
Sur le versant piémontais, près du col, se situe le refuge Alfredo-Rivetti.

## Ascension
- Pointe des Trois-Évêques